# Santo Tomé de Zabarcos
Santo Tomé de Zabarcos ist ein Ort und eine zentralspanische Gemeinde (municipio) mit 71 Einwohnern (Stand: 2024) in der Provinz Ávila in der Autonomen Region Kastilien-León. 

## Lage
Santo Tomé de Zabarcos befindet sich in den nördlichen Ausläufern der Sierra de Gredos gut 22 Kilometer nordöstlich von Ávila in einer Höhe von 960 m. Das Klima im Winter ist kühl, im Sommer dagegen trotz der Höhenlage durchaus warm; der Regen (ca. 570 mm/Jahr) fällt – mit Ausnahme der nahezu regenlosen Sommermonate – verteilt übers ganze Jahr.

## Bevölkerungsentwicklung
| Jahr      | 1970 | 1981 | 1991 | 2001 | 2011 | 2021 |
| Einwohner | 226  | 167  | 141  | 106  | 111  | 75   |

## Sehenswürdigkeiten

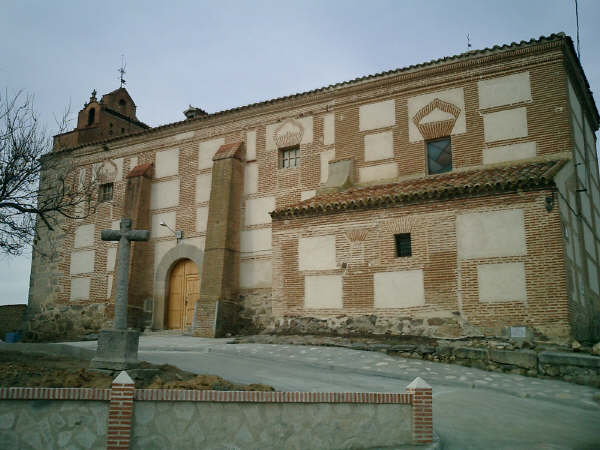
Thomaskirche
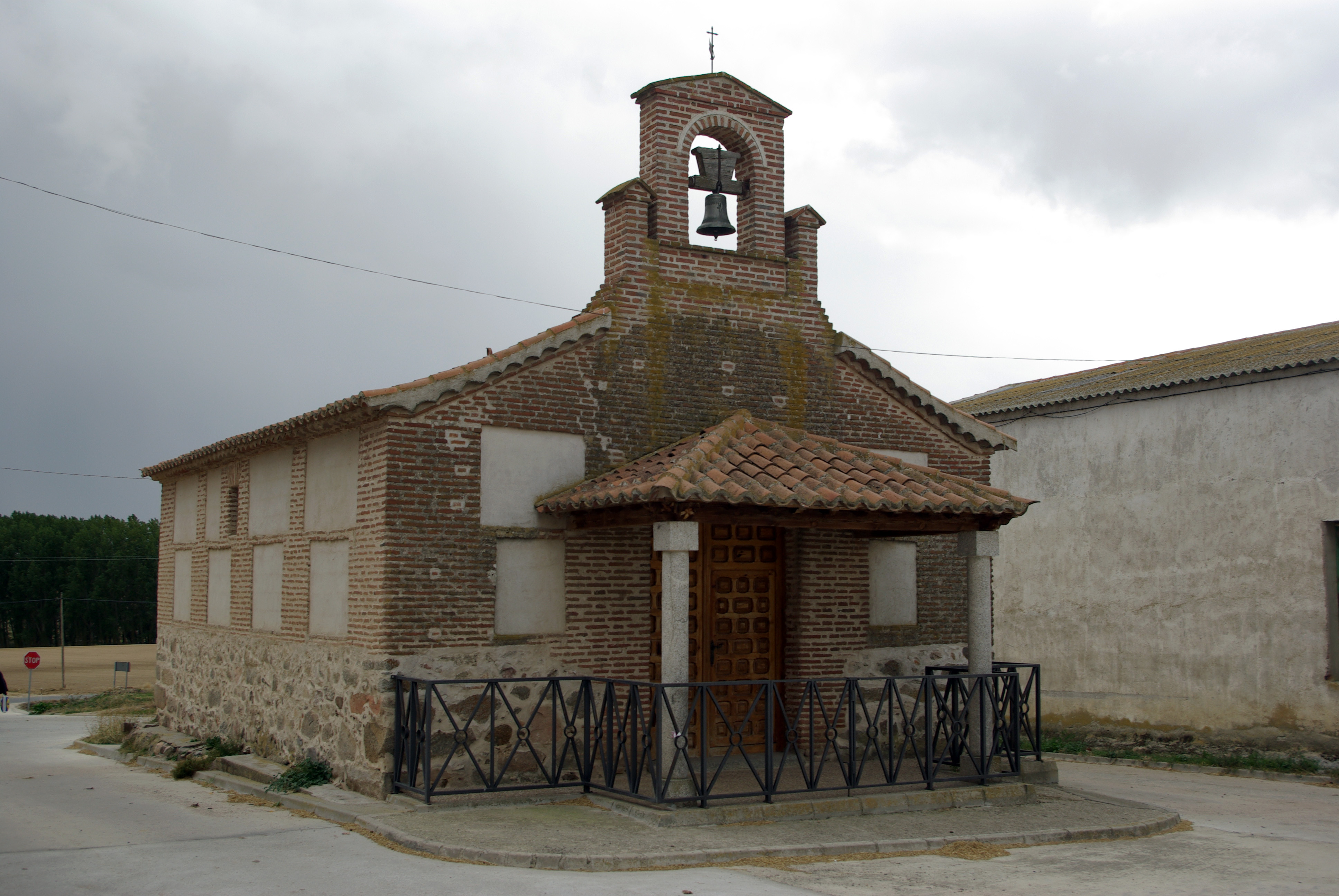
Christuskapelle

- Thomaskirche
- Christuskapelle